# RFI România
RFI România este un post radio generalist din România, înființat în noiembrie 1990 în București. S-a constituit în cea mai mare filială a postului public francez Radio France Internationale. Este considerat una dintre cele mai importante și de încredere surse de informații din România.

## Istoric
RFI România s-a constituit în prima și cea mai mare filială înființată de Radio France Internationale în afara Franței în anul 1990, când RFI a dorit să înființeze un post de radio bilingv în parteneriat cu Institutul Politehnic București. În decembrie 1992, Consiliul Național al Audiovizualului a atribuit Universității Politehnica București o licență de emisie pe frecvența de 93,5 Mhz pentru Radio Școala Delta. Acordul prevedea preluarea emisiunilor produse de RFI Monde și de Redacția Română din Paris, dar și formarea unor specialiști în emisiuni de radio. Între 1992 și 1998, RFI a încheiat un parteneriat și cu Facultatea de Jurnalism a Universității București, oferind studenților posibilitatea de a efectua stagii la Radio Delta. În 1998, Radio Delta a devenit Radio Delta RFI iar în 2006 RFI România. Prin aceasta modificare, radioul a dorit să marcheze integrarea deplină în cadrul grupului Radio France Internationale, unul din cele mai importante radiouri mondiale.
Redacția română a Radio France Internationale număra 11 jurnaliști (între care scriitorul Matei Vișniec și jurnalistul Luca Niculescu) și dispunea de o rețea de corespondenți permanenți în mai multe țări.
Emisiunile radio la început erau: „Matinal de zi cu zi”, emisiunea de actualitate culturală „Zebra”, la orele prânzului „Ora de risc”, „Business On Air”, de educație „Tânăr în Europa”, mediu înconjurător „Planeta Verde”. După amiaza a existat programul „RFI 360”, cu 4 ore de știri și muzică. Seara exista retrospectiva zilei, 40 de minute, realizată în duplex de redacțiile de la București și Paris. „En français, s’il vous plait”, „Sănătatea FM”, „Punerea pe gânduri”, „Art Cultura”. Grila de programe mai conținea rubrici, magazine, cronici, cursuri de limba franceză.
RFI România a încheiat parteneriate cu 53 de stații FM din România și are un buget anual de 800.000 de euro. Proiectul de a înființa un pol balcanic prin federarea în jurul RFI România a tuturor filialelor și stațiilor partenere ale RFI din statele sud-est europene a fost pentru moment suspendat.
În prezent, programele se bazează pe contribuția celor 20 de jurnaliști din București și Paris, precum și pe existența unei rețele importante de corespondenți în țări din Europa și din lume.
Emisiunile în limba română sunt difuzate de luni până vineri de la orele 7 la orele 20, iar sâmbătă și duminică de la 8 la 20. De la orele 20 și până dimineață poate fi ascultată actualitatea internațională în limba franceză difuzată de redacția franceză a RFI Monde. Această structură bilingvă are o contribuție notabilă în privința poziționării României în spațiul francofon.

## Frecvențe
| Oraș        | Frecvență |
| ----------- | --------- |
| București   | 93.5 FM   |
| Cluj-Napoca | 91.7 FM   |
| Craiova     | 94.0 FM   |
| Iași        | 97.9 FM   |
| Sibiu       | 89.0 FM   |
| Timișoara   | 96.9 FM   |